# Club Deportivo Social Sol
O Club Deportivo Social Sol é um clube de futebol hondurenho fundado em 1968 com sede em Olanchito. A equipe compete no Campeonato Hondurenho de Futebol.